# Nursel Reyhanlıoğlu
Nursel Reyhanlıoğlu (nascidq q 3 de março de 1968) é uma farmacêutica e política turca.
Nasceu em Kahramanmaraş a 3 de março de 1968 e formou-se na Faculdade de Farmácia da Universidade Gazi. Serviu como presidente da filial feminina do Partido AK em Kahramanmaraş, e foi eleita deputada de Kahramanmaraş nos 25º e 26º mandatos. É casada e tem dois filhos.
Durante o sismo da Turquia-Síria de 2023, criticou Ekrem İmamoğlu (prefeito de Istambul), que visitou a cidade após o terremoto. Ela disse: "Por que você está aqui? Cuide de Istambul. Vá embora daqui! Não se exiba aqui! Servo da Inglaterra, saia!"